# Bolboleaus
Bolboleaus es un género de coleóptero de la familia Geotrupidae.

## Especies
Las especies de este género son:
- Bolboleaus frogatti
- Bolboleaus hiaticollis
- Bolboleaus houstoni
- Bolboleaus ingens
- Bolboleaus mimus
- Bolboleaus parvicollis
- Bolboleaus propinquus
- Bolboleaus quadriarmigerus
- Bolboleaus quadrifoveatus
- Bolboleaus storeyi
- Bolboleaus tenax
- Bolboleaus trifoveicollis
- Bolboleaus truncatus
- Bolboleaus variolicolle